# 암행어사 (영화)
"암행어사"는 한국에서 제작된 이규웅 감독의 1967년 영화이다. 신영균 등이 주연으로 출연하였고 홍성칠 등이 제작에 참여하였다.

## 출연

### 주연
- 신영균
- 윤정희
- 박노식
- 김효진

## 기타
- 조명: 방한기
- 미술: 조경환